# Johanna Skottheim
Johanna Skottheim (* 29. Mai 1994 in Transtrand) ist eine schwedische Biathletin. Seit 2020 gehört sie zum schwedischen A-Kader. Im Winter 2020/21 feierte sie mit der Frauenstaffel ihren ersten Weltcupsieg.

## Werdegang
Johanna Skottheim wuchs in der Provinz Dalarna auf und betreibt seit ihrem 14. Lebensjahr Biathlon. Sie besuchte das Skigymnasium in Torsby, blieb im Jugend- und Juniorenbereich ohne größere Erfolge und wurde als Nachwuchssportlerin nie für eine internationale Meisterschaft nominiert. In einem Interview gab sie später an, in jüngeren Jahren kein besonderes Talent gezeigt zu haben. Ihre ersten internationalen Rennen bestritt sie im IBU-Cup der Saison 2014/15 im polnischen Duszniki-Zdrój. Nach mehreren Top-20-Resultaten in der zweithöchsten Biathlon-Wettkampfserie debütierte sie ein Jahr später, im Januar 2016, im Weltcup. Beim Sprint in Ruhpolding verfehlte sie als 89. sowohl die Qualifikation für das Verfolgungsrennen als auch die Punkteränge der vorderen 40 Athletinnen deutlich.
Bis 2019 startete Skottheim regelmäßig im IBU-Cup sowie bei den Europameisterschaften und gehörte nur sporadisch zum schwedischen Weltcupteam. Bei ihren vereinzelten Einsätzen in der höchsten Wettkampfserie verpasste sie die Punkteränge. Zu Beginn der Saison 2019/20 gewann Skottheim zwei IBU-Cup-Sprints und erhielt ab Januar 2020 einen dauerhaften Platz im Weltcupkader. Im Sprint von Ruhpolding blieb sie ohne Fehlschuss und belegte den dreizehnten Platz, von dem aus sie sich in der Verfolgung auf den vierten verbesserte. Den von ihrer Teamkollegin Hanna Öberg gehaltenen dritten Rang verpasste sie dabei nur um 2,2 Sekunden. Anschließend nahm sie als Ersatzläuferin an den Weltmeisterschaften 2020 teil und wurde für das 15-Kilometer-Einzelrennen nominiert, in dem sie 44. wurde. Sie schloss die Saison mit einem weiteren Top-Ten-Ergebnis ab: In der Verfolgung von Kontiolahti war sie eine der wenigen Sportlerinnen mit nur einem Fehler und verbesserte sich vom 40. auf den 7. Rang.
Zu Beginn der Weltcupsaison 2020/21 lief Skottheim in Kontiolahti in drei Einzelrennen unter die ersten Fünf, wobei sie ihr bestes Ergebnis im 15-Kilometer-Rennen erzielte, das sie als Dritte hinter Dorothea Wierer und Denise Herrmann abschloss und damit erstmals auf einem Weltcuppodium stand. Kurz danach – ebenfalls in Kontiolahti – feierte sie als Startläuferin der schwedischen Frauenstaffel zusammen mit Mona Brorsson sowie Elvira und Hanna Öberg ihren ersten Weltcupsieg. Ihren internationalen Durchbruch nach den Jahren mittelmäßiger Platzierungen erklärte Skottheim im Dezember 2020 unter anderem damit, dass sie in der Vorbereitung mehr auf ihren Körper geachtet und zielgerichteter trainiert habe. Zudem habe sie von der Aufnahme in die erste schwedische Mannschaft und der Zusammenarbeit mit den Nationaltrainern Johannes Lukas und Jean-Marc Chabloz profitiert. Vor allem ihr Schießen habe sie weiterentwickelt. In der zweiten Saisonhälfte war Skottheim nach Lukas’ Aussage übermüdet. Ihre Leistungen ließen nach und sie wurde nach den Weltmeisterschaften 2021, bei denen sie mit der Staffel auf Platz fünf lief, nicht mehr im Weltcup eingesetzt. Das Leistungstief, das Skottheim auf Ausgebranntheit als Folge von Übertraining und auf Schlafprobleme zurückführte, setzte sich in den folgenden Jahren fort: Im Weltcup erreichte sie nur sporadisch die Punkteränge und wurde nicht für die Olympischen Winterspiele 2022 in Peking nominiert. Sie bestritt 2023/24 überwiegend Rennen im IBU-Cup und gehörte in der Folge zwischenzeitlich nicht mehr dem schwedischen Nationalteam an. Im Winter 2024/25 steigerte Skottheim ihre Leistungen. Sie erhielt wieder regelmäßig Weltcupeinsätze und erreichte dort unter anderem einen fünften Platz beim Einzelrennen in Ruhpolding sowie einen Sieg mit der schwedischen Frauenstaffel in Antholz.
Ihren ersten schwedischen Meistertitel im Erwachsenenbereich gewann Skottheim im März 2022 im Massenstart vor Mona Brorsson.

## Statistiken

### Weltmeisterschaften
| Weltmeisterschaft | Weltmeisterschaft | Einzel | Sprint | Verfolgung | Massenstart | Staffel | Mixedstaffel | Single-Mixedstaffel |
| Jahr              | Ort               | Einzel | Sprint | Verfolgung | Massenstart | Staffel | Mixedstaffel | Single-Mixedstaffel |
| ----------------- | ----------------- | ------ | ------ | ---------- | ----------- | ------- | ------------ | ------------------- |
| 2020              | Antholz           | 43.    | –      | –          | –           | –       | –            | –                   |
| 2021              | Pokljuka          | 49.    | –      | –          | –           | 5.      | –            | –                   |

### Weltcupsiege
| Nr. | Datum         | Ort         | Disziplin          |
| --- | ------------- | ----------- | ------------------ |
| 1.  | 5. Dez. 2020  | Kontiolahti | Staffel (4×6 km) 1 |
| 2.  | 26. Jan. 2025 | Antholz     | Staffel (4×6 km) 2 |

### Platzierungen im Biathlon-Weltcup
Die Tabelle zeigt alle Platzierungen (je nach Austragungsjahr einschließlich Olympische Spiele und Weltmeisterschaften).
- 1.–3. Platz: Anzahl der Podiumsplatzierungen
- Top 10: Anzahl der Platzierungen unter den ersten zehn (einschließlich Podium)
- Punkteränge: Anzahl der Platzierungen innerhalb der Punkteränge (einschließlich Podium und Top 10)
- Starts: Anzahl gelaufener Rennen in der jeweiligen Disziplin
- Staffel: inklusive Mixed- und Single-Mixed-Staffeln

| Platzierung               | Einzel | Sprint | Verfolgung | Massenstart | Staffel | Gesamt |
| ------------------------- | ------ | ------ | ---------- | ----------- | ------- | ------ |
| 1. Platz                  |        |        |            |             | 2       | 2      |
| 2. Platz                  |        |        |            |             | 2       | 2      |
| 3. Platz                  | 1      |        |            |             | 1       | 2      |
| Top 10                    | 2      | 1      | 3          |             | 11      | 17     |
| Punkteränge               | 3      | 10     | 9          | 2           | 14      | 38     |
| Starts                    | 9      | 24     | 14         | 2           | 14      | 63     |
| Stand: Saisonende 2024/25 |        |        |            |             |         |        |